# Loseta Gaudí
La loseta Gaudí (en catalán: panot Gaudí) es un pavimento de forma hexagonal diseñado por Antoni Gaudí hacia 1904 y que se ha convertido en su obra no arquitectónica con más fortuna, la más editada y probablemente la más popular. Es el pavimento que recubre el paseo de Gracia de Barcelona.

## Historia
El arquitecto la proyectó en 1904 para pavimentar los suelos de la casa Batlló. Finalmente este pavimento no se colocó, por retrasos de producción, y se usó para pavimentar los suelos de las plantas de servicio de la casa Milà. Fue el mismo Gaudí quién definió con cera el diseño de la pieza, con lo que el autor demostró su destreza en el ámbito escultórico.
La loseta Gaudí rompe con la tradición de la baldosa cuadrada que tiene un motivo ornamental, ya que esta es de forma hexagonal. En la actualidad la baldosa está expuesta en el MoMA, como primer producto considerado de diseño industrial y por la consiguiente revolución que originó a los modelos de su época, diseñados estos en cambio con una gran variedad de piezas para componer pavimentos similares. Gaudí soluciona así con el diseño un procedimiento complejo y de gran producción con una sola pieza.

## Descripción

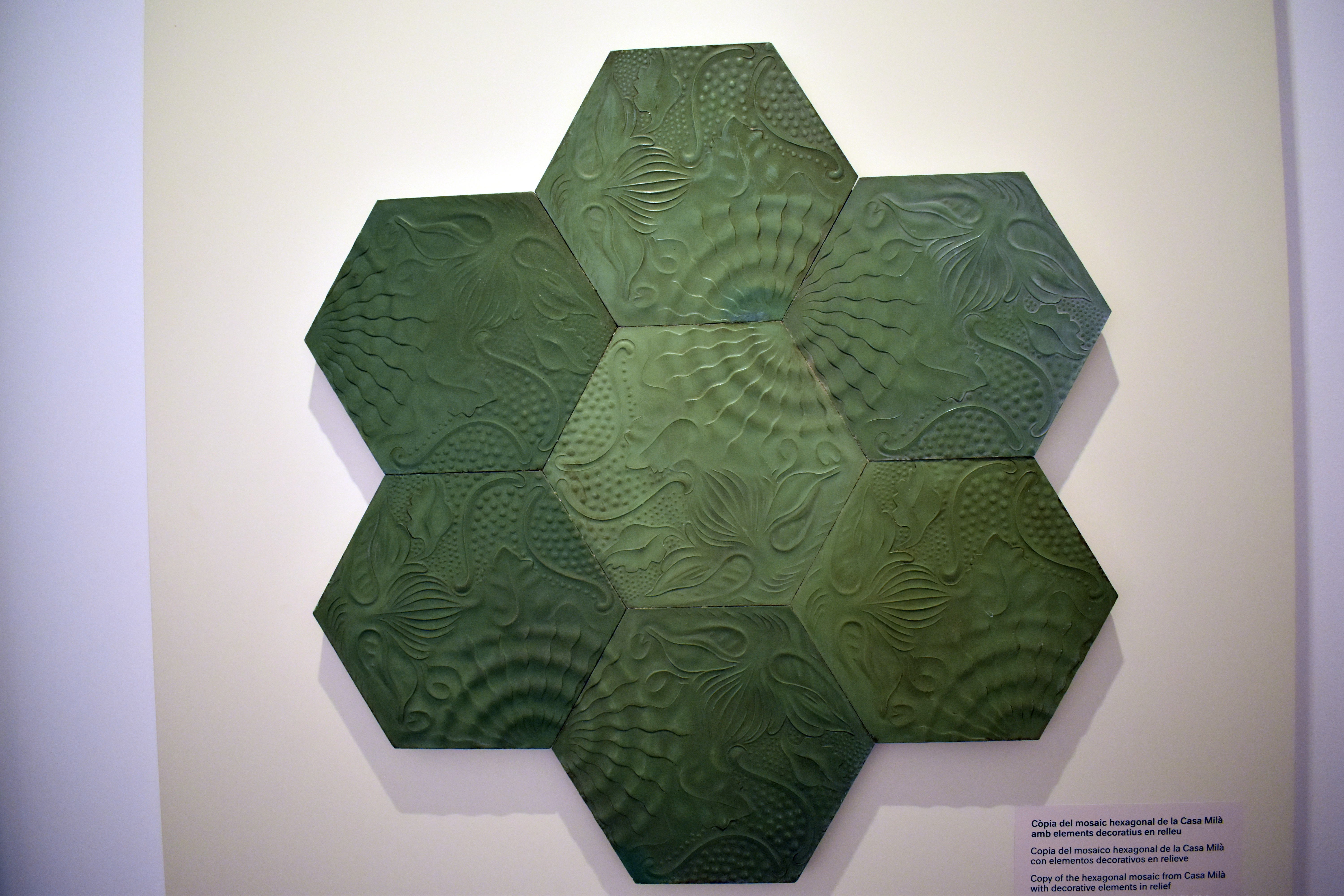
Loseta Gaudí, museo del Templo Expiatorio de la Sagrada Familia

La loseta no tiene composiciones coloreadas, es monocromática. Gaudí le quiso dar relieve para que fuera la luz y las sombras quienes aportaran dinamismo al pavimento. Esto también le aporta un valor añadido, un pavimento con relieve sin necesidad de añadir color. Cada baldosa está decorada con un tercio de cada uno de los componentes de la loseta, un tercio de estrella de mar (equinodermo), un tercio de amonites y un tercio de algas del género sargassum. Así, se necesitan siete baldosas juntas para poder contemplar en su totalidad los tres componentes que conforman el conjunto. Será la luz que desdibujará con las claridades y sombras la sinuosidad y el movimiento continuo propios del ritmo dado por el mar. Se mantiene más presente todavía la temática marina que genera diferentes profundidades y percepciones.
La llamada loseta Gaudí es un claro ejemplo de la estrecha relación que tiene el arquitecto con la naturaleza a la hora de concebir y representar sus obras. No se puede mostrar de mejor manera como Gaudí considera el mínimo detalle de la naturaleza. Esta pieza muestra la vertiente geométrica y simbólica propia del autor, el contorno hexagonal lo podemos encontrar en muchos ambientes de la naturaleza, es la máxima concepción de aprovechamiento de espacio y refuerzo estructural. Tanto la forma de la loseta como las imágenes representan la observación tan meticulosa de Gaudí de las estructuras de la naturaleza, «esta naturaleza que siempre es mi maestra», como decía el arquitecto.
Debido a la importancia de la pieza y la gran repercusión que ha tenido para la ciudad de Barcelona se consultó al doctor Enric Gadea i Buisan, miembro numerario de la Real Academia de Ciencias y Artes en la sección de Biología, para averiguar qué eran los componentes que formaban este dibujo.[cita requerida] Se demostró que se trata de:
- En el caso de la caracola, un fósil cefalópodo de la clase amonites.
- La estrella de mar, una versión no exacta de equinodermus de la clase Ophiroideus, parecido a la estrella de mar, ya que las estrellas de mar tienen cinco extremidades y en este caso se trata de seis.
- Las algas, un vegetal de tipo talofita, del género Sargassum.

## Escofet

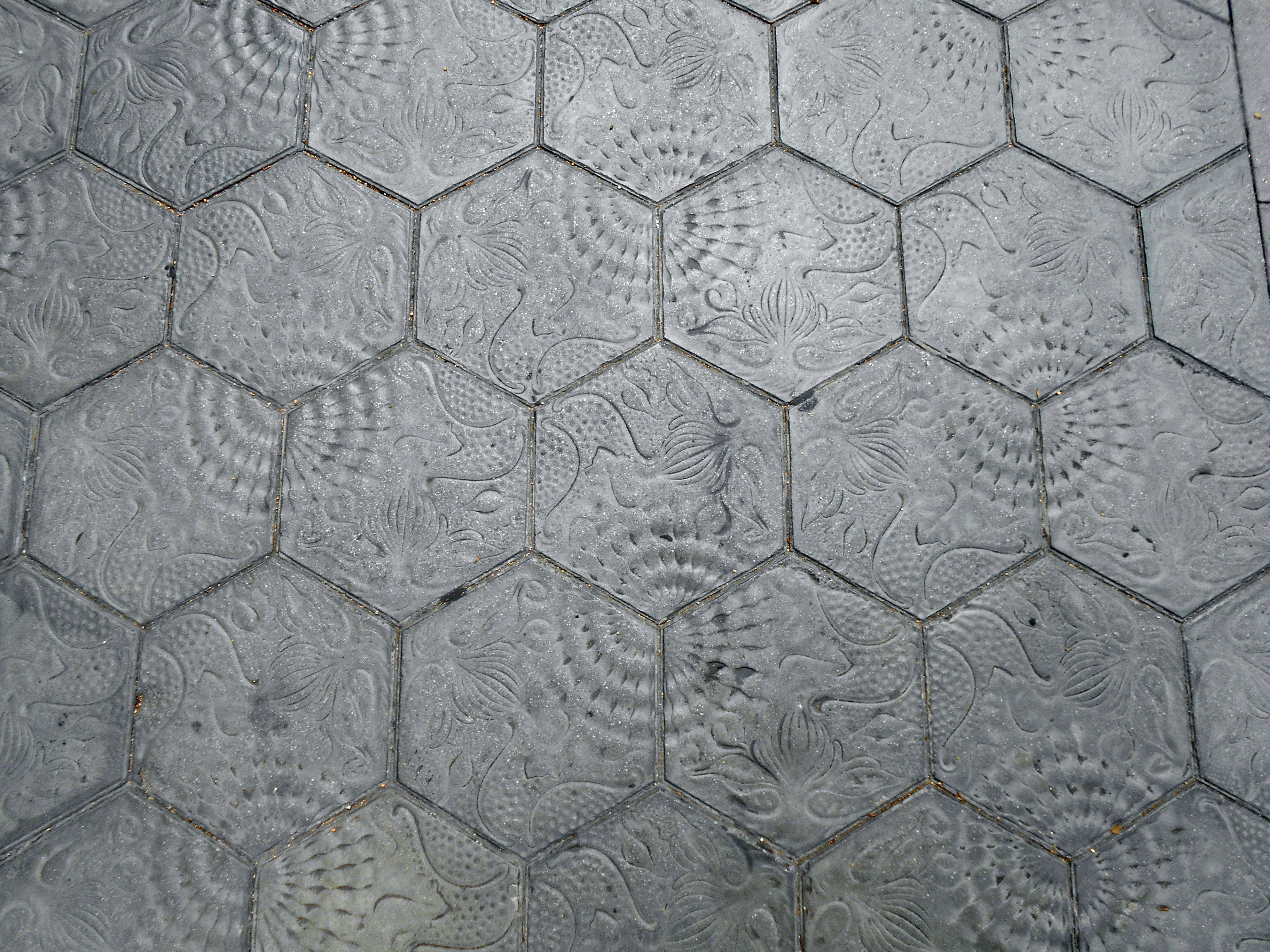
Pavimento con losetas de Gaudí, paseo de Gracia de Barcelona

Fue la empresa Escofet la que desde el año 1906 hasta 1964 estuvo fabricando el modelo. En 1971 Escofet fabricó una interpretación del modelo original, lo que fue una propuesta equivocada, pues la medida de la baldosa era muy grande y hacía que se rompiera con facilidad; además, le dieron una tonalidad azul que recordaba al mar, pero los rayos de sol decoloraban el pavimento. En 1997 se hizo un nuevo diseño partiendo del molde que Escofet tenía guardado. Fue entonces cuando se propuso reproducir el mismo diseño y medidas pero con el relieve invertido. También de este modo se mejora la resistencia, debido a que se sitúa en el exterior, lo que comporta un mayor desgaste en comparación a la baldosa con relieve. La tonalidad inicial era gris a pesar de que acabó cogiendo tonos verdosos.
Actualmente podemos encontrar esta pieza en:
- El Paseo de Gracia (Barcelona), una de las calles más concurridas de la ciudad, donde cubre una superficie de 60 000 m².
- El Paseo Marítimo de La Rábita (Granada), es un gran paseo frente al mar considerado uno de los más bonitos y románticos de la Costa Granadina.
- Alrededores de la Plaza de la Constitución de la ciudad de Jaén, en el centro urbano de la ciudad andaluza.
- En el Parque de El Rodeo de la ciudad de Cáceres, en la esquina de la Avenida Pablo Naranjo y Calle Muñoz Torrero ( 3,500 m²).
- En diversos paseos del barrio de Los Cristianos en Arona. Diferentes vecinos del barrio se movilizaron para impedir la retirada del modelo.
- En el paseo de Bonavista del Grao de Castellón.
- En la Avenida de Vallellano (Córdoba), una de las arterias principales de la ciudad andaluza.

## Características técnicas del nuevo diseño
El nuevo diseño de Escofet tiene una tonalidad verde-grisosa y de composición bicapa. Es un pavimento vibroprensado que tiene un grueso de 4,5 cm a diferencia de los 20 cm de grueso que tenía el original, puesto que se trataba de una baldosa para interiores. Se coloca sobre un lecho de mortero de 3 a 5 cm de grueso, que a la vez se asienta sobre una losa de hormigón de entre 10 y 15 cm. Tiene un peso de 6 kg.
Los perfiles de seis lados recuerdan a las celdas de un panal de abejas o el dibujo de los caparazones de las tortugas. El dibujo fiel al original muestra las figuras en bajorrelieve, la estrella de mar, la caracola y las algas, que evocan la sinuosidad del movimiento marino.
Su formato hexagonal da lugar a un pavimento homogéneo, continuo y sin directrices, pues la línea que separa cada pieza queda oculta, y donde la textura de su relieve se impone gracias a la luz.